# サッカーダイジェスト
サッカーダイジェスト（SOCCER DIGEST）は、日本スポーツ企画出版社が発行する月刊のサッカー専門誌である。

## 歴史
1978年に月刊の「サッカーダイジェスト」として創刊した。1992年に隔週刊化し、1993年から週刊化された。同時期にライバル誌の「サッカーマガジン」も週刊化されたことにより、日本に2つの週刊サッカー専門誌が存在する事になったが、サッカーマガジンが2013年10月で週刊を終了し月刊に再度復帰し、一時的に日本で唯一の週刊サッカー専門誌となった（その他にエル・ゴラッソも週3回発行していた）。その後、2014年12月を以って21年間に渡った週刊での発行を終了し、原則として「毎月第2・4木曜日発売」の月2回刊行に移行した。なお、これにより日本におけるサッカー雑誌は全て週刊ではなくなった。2023年7月10日発売の「2023年8月号」より月刊化した。

## 内容
主な連載には『セルジオ越後の天国と地獄』などがある。村山文夫作の4コマ漫画『スーパーさぶっ!!劇場』も人気を博しており、現在は「ゲキサカ」（講談社）で、『ゲキさぶっ!!』と改題し、週三度（水・木・金曜日に1本ずつ）の更新で連載している。
2002年日韓ワールドカップの期間中は、姉妹誌である「ワールドサッカーダイジェストEXTRA」を日刊で発行していた。また、以前は毎号ポスターがとじ込み付録として付属していた。

## 節目号の表紙
| 号数   | 年・月・日号       | 表紙 |
| ------ | ------------------ | --- |
| 1号    | 1979年12月号       | トレヴァー・フランシス                                                                                     |
| 500号  | 2000年1月5・12日号 | ペレ、マラドーナ、クライフ、ジーコ、 ベッケンバウアー、プラティニ、バッジョ、 釜本邦茂、三浦知良、中田英寿 |
| 1000号 | 2009年5月5日号     | 中田英寿                                                                                                   |
| 1500号 | 2022年2月10日号    | Jリーガー 11名                                                                                             |